# بيتر غريغ
بيتر غريغ (بالإنجليزية: Peter Gregg)‏ (و. 1940 – 1980 م) هو سائق سيارة سباق أمريكي، ولد في نيويورك، شارك في لو مان 24 ساعة، توفي في جاكسونفيل، فلوريدا، عن عمر يناهز 40 عاماً.

## التعليم
تعلم في جامعة هارفارد، وأكاديمية ديرفيلد.

## روابط خارجية
- بيتر غريغ على موقع Racing-Reference.info (الإنجليزية)
- بيتر غريغ على موقع DriverDB.com (الإنجليزية)
- بيتر غريغ على موقع قاعة فلوريدا للمشاهير الرياضية (الإنجليزية)